# Shasta
Shasta – jednostka osadnicza w Stanach Zjednoczonych, w stanie Kalifornia, w hrabstwie Shasta.